# ラファエロのカルトン

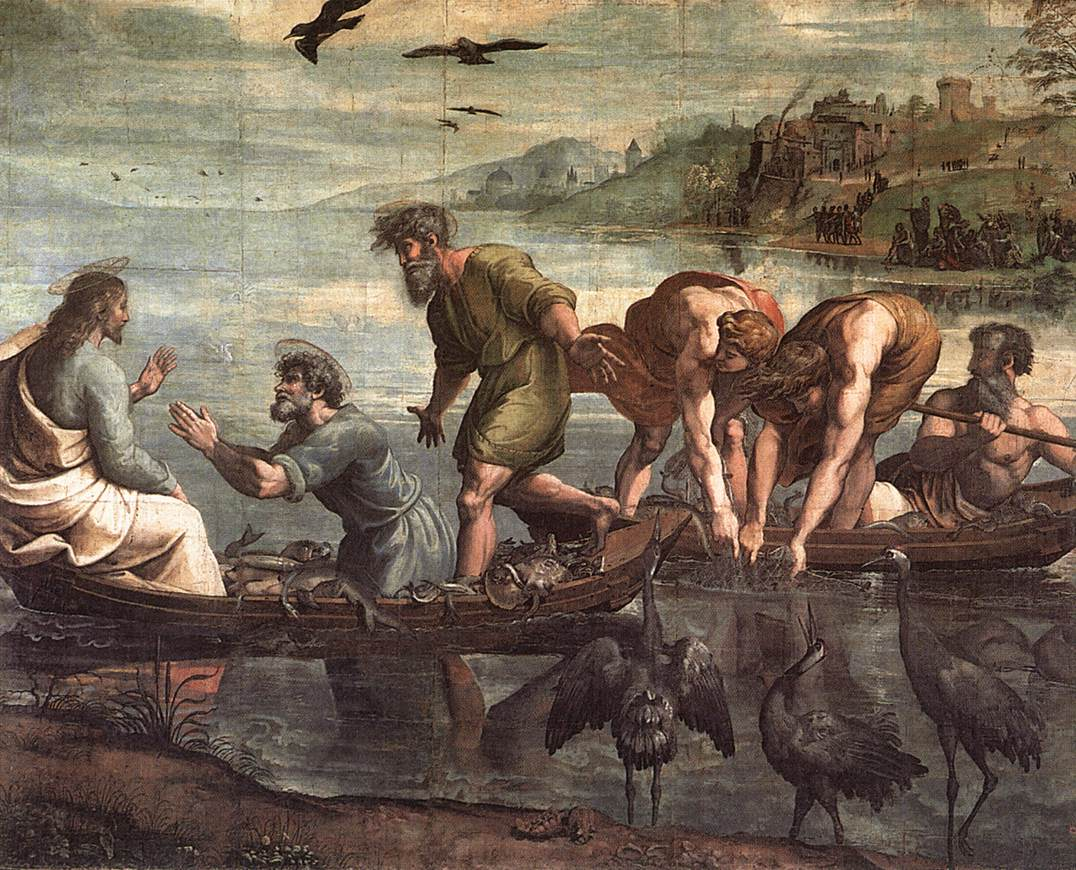
『奇跡の漁り』（ロイヤル・コレクション所蔵、ヴィクトリア&アルバート博物館展示）

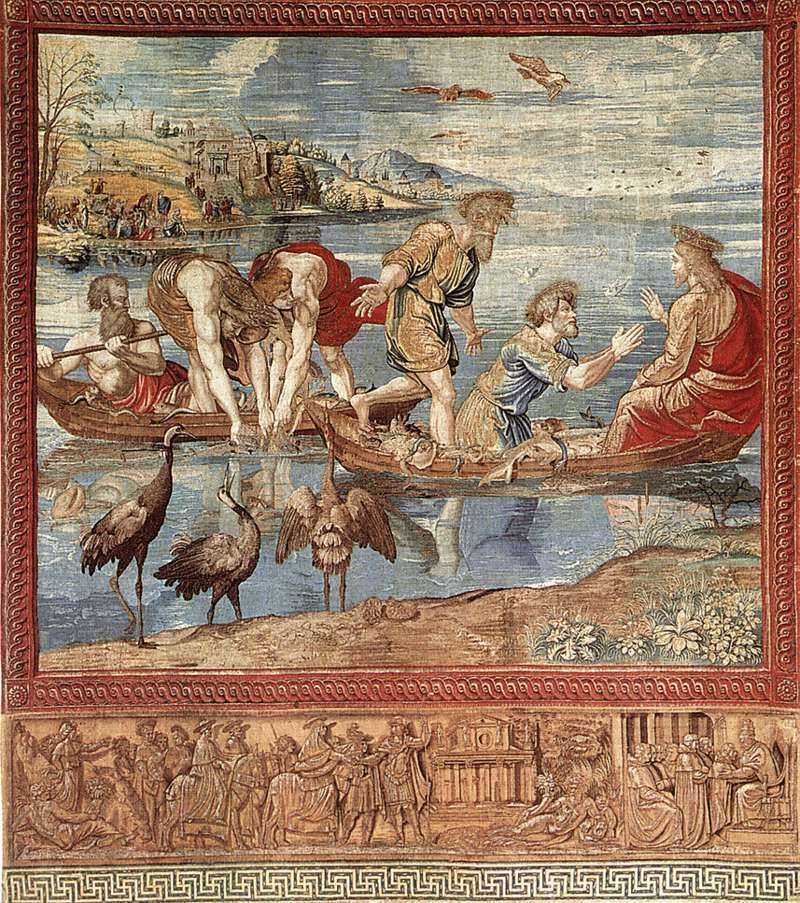
『奇跡の漁り』のタペストリ（バチカン美術館ピナコテーカ所蔵）

『ラファエロのカルトン』は、ルネサンス盛期の芸術家ラファエロ・サンティが描いた、ヴァチカン宮殿システィーナ礼拝堂の特別な儀典のときにのみ内装に飾られるタペストリの制作用下絵（カルトン）。原寸大で10点のカルトンが描かれたが、現存しているのはイギリス王室のロイヤル・コレクションが所蔵する7点のみで、1865年からはロンドンのヴィクトリア&アルバート博物館への貸与絵画として一般公開されている。『福音書』と『使徒行伝』のエピソードをモチーフとして、ローマ教皇レオ10世の依頼で1515年から1516年にかけて描かれた。このカルトンをもとにした版画も流通し、当時ラファエロの競争相手と目されていたミケランジェロが描いた『システィーナ礼拝堂天井画』などと並んでルネサンス期の芸術に多大な影響を及ぼした作品のひとつで、ルネサンス期、バロック期のあらゆる芸術家たちに非常によく知られていた作品だった。18世紀から19世紀には「現代美術のパルテノン彫刻」として高く評価されていた。

## ローマ教皇レオ10世からの依頼とタペストリ

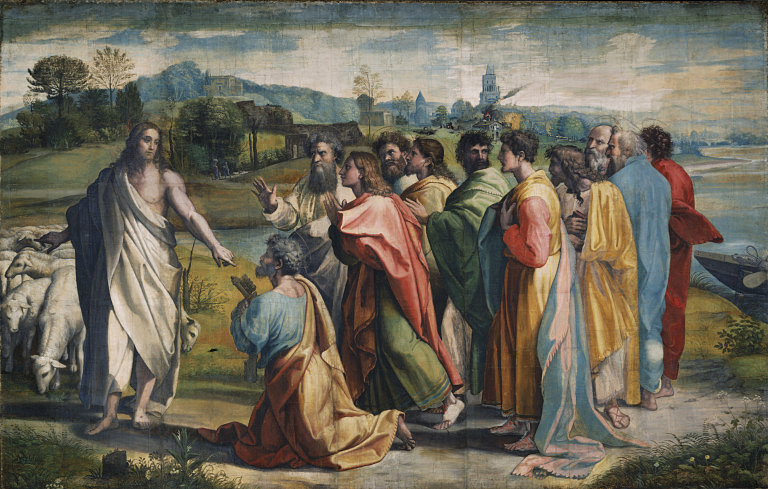
『ペテロに天国の鍵を授けるキリスト』

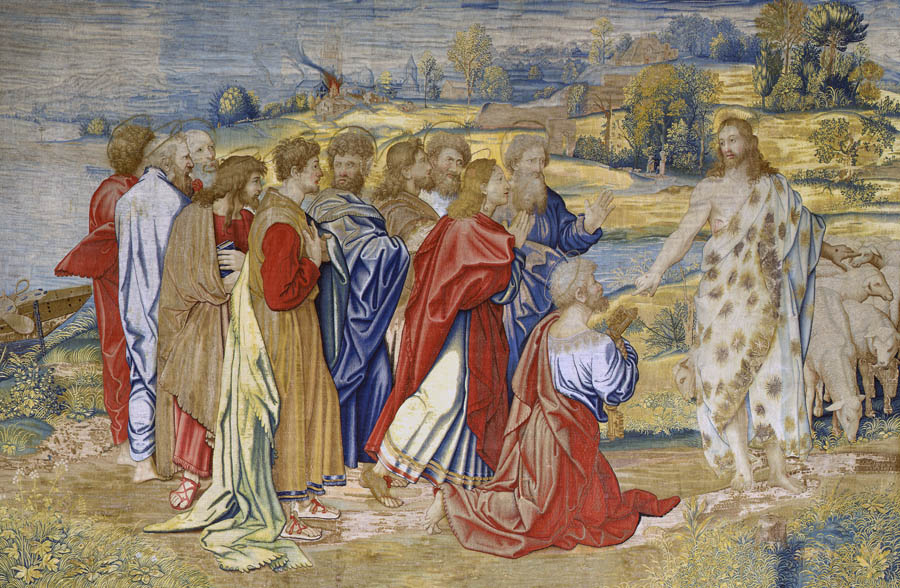
『ペテロに天国の鍵を授けるキリスト』のタペストリ

ラファエロは、ラファエロ自身を忌み嫌っていたミケランジェロが1512年に完成させた『システィーナ礼拝堂天井画』に大きな興味を示し、ミケランジェロの絵画作品としては最大規模で複雑に構成されたデザインに強い関心を持っていた。
ローマ教皇レオ10世の当初の構想では、16点のタペストリが制作される予定だった。レオ10世からタペストリのカルトン制作を命じられたラファエロは、1515年6月と1516年12月の二回に分けて代金を受け取っている。1516年の代金受け取りは、おそらくカルトンの完成に伴う最終的なものと考えられる。ゴシック後期までタペストリはもっとも優れた芸術作品と見なされており、ルネサンス期になっても、タペストリの芸術的価値は高く評価されていた。タペストリの制作費用は非常に高額なもので、そのほとんどが手作業による織上げ費用だった。このシスティーナ礼拝堂のタペストリの場合にも、カルトンを描いたラファエロに支払われた代金は1,000ダカットだったのに対し、タペストリに織り上げたブリュッセルの工房には15,000ダカットの代金が支払われている。

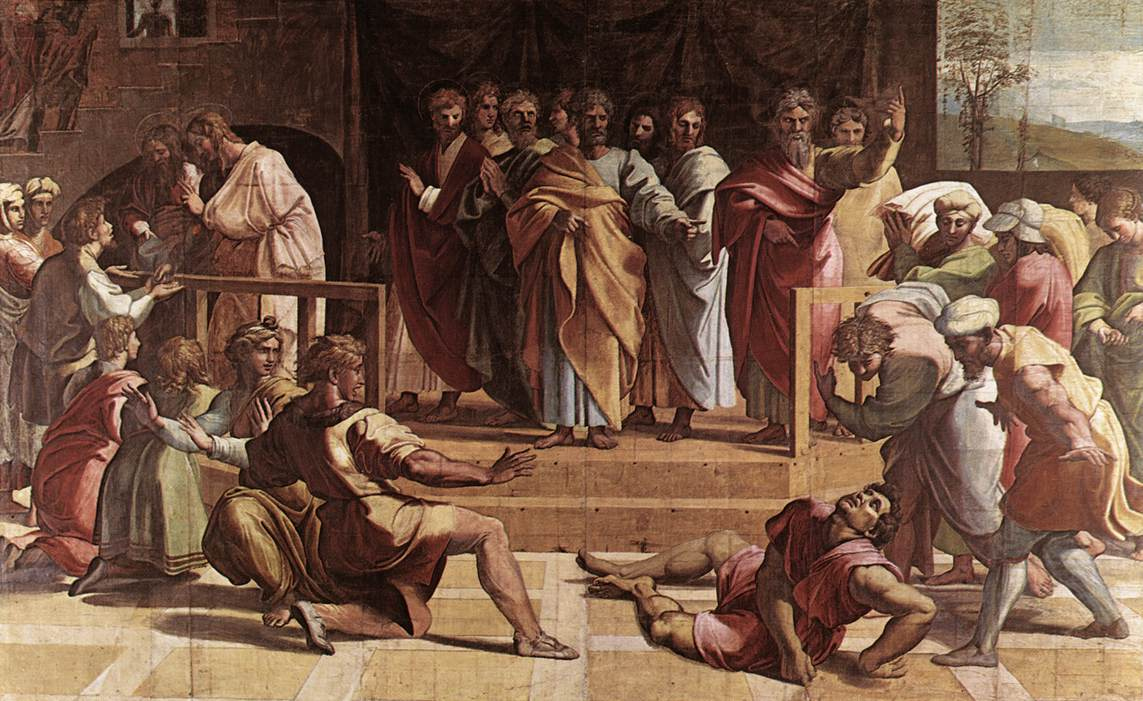
『アナニアの懲罰』

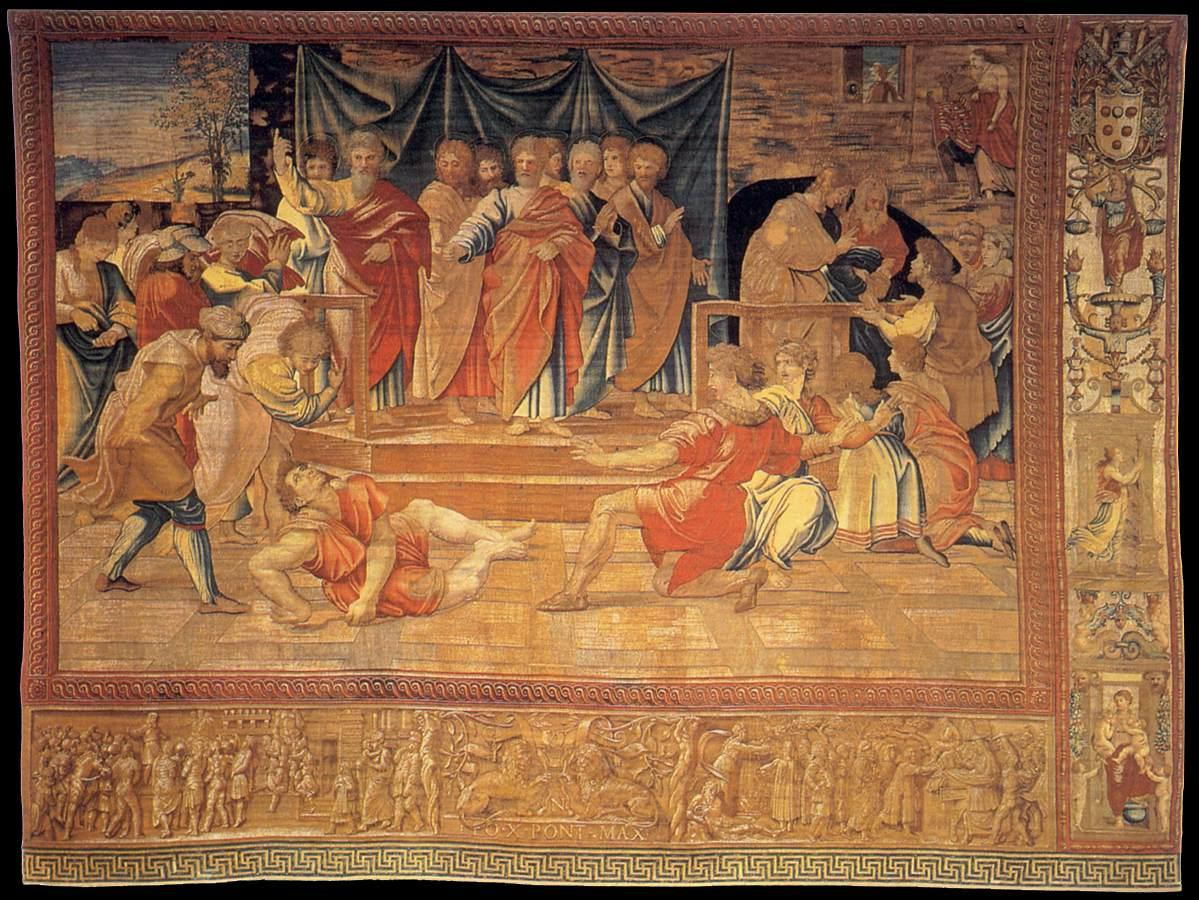
『アナニアの懲罰』のタペストリ

このカルトンは、もとは何枚もの紙を張り合わせた台紙にテンペラで描かれていたものだったが、現在ではキャンバスで裏打ちされている。どのカルトンも縦は3mをわずかに超え、横は作品によって3mから5mという大規模な作品になっており、描かれている人物像も実物大以上の大きさで表現されている。退色している箇所も見受けられるものの、保存状態は全体的に非常に良好である。完成したタペストリはカルトンと左右が逆になっているほか、ラファエロが意図したデザインどおりには、必ずしも織り上げられてはいない。このカルトンの制作には、ラファエロが率いていた工房も大きな役割を果たした。工房の画家たちは非常に丁寧にカルトンを仕上げており、タペストリでは表現できない繊細な色使いまでも駆使している。『ラファエロのカルトン』以外にもシスティーナ礼拝堂のタペストリ製作のために描かれた小規模な下絵用ドローイングが現存しており、ロイヤル・コレクションには『エリマスの失明』の習作が、カリフォルニアのゲティ美術館には『衣服を引き裂く聖パウロ』の習作がそれぞれ所蔵されている。これらの習作のほかにも多くのドローイングが制作されたと考えられるが、ほとんどが現存していない。
現存している7点のカルトンはおそらく1516年に完成し、ブリュッセルにあったヴァチカンお抱えのタペストリ職人ピーテル・ファン・アールストの工房へと送られた。本来の目的であるシスティーナ礼拝堂のタペストリとは別に、後年このカルトンをもとにした数点のタペストリが制作されている。これらのタペストリの中には、1542年にイングランド王ヘンリー8世が注文したタペストリや、ほぼ同時期にフランス王フランソワ1世が注文したタペストリなどがある。カルトンは完成したタペストリと同時に返却されることもあったが、これら後年に制作されたタペストリの存在から『ラファエロのカルトン』はヴァチカンには返却されていないことが分かる。完成したタペストリには同じくラファエロのデザインによる、古代ローマの彫刻や飾り石などを模した精緻な縁飾りが施されているが、『ラファエロのカルトン』にはこの縁飾りは描かれておらず、おそらくは縁飾り専用のカルトンが別に存在していたと考えられている。タペストリには金糸、銀糸が使用されており、なかには後年になって貴金属を集める目的で兵士によって溶解された箇所もある。完成した最初のタペストリがヴァチカンに引き渡されたのは1517年のことで、1519年のクリスマスに7点のタペストリがシスティーナ礼拝堂に飾られた。これ以降、現在に至るまで『ラファエロのカルトン』から制作されたタペストリがシスティーナ礼拝堂に飾られるのは、特別な儀典のときのみに限られている。
ラファエロは、タペストリが織物職人の手によって全く別の素材で仕上げられるために、必ずしも自身のデザイン通りには完成しないことを理解していた。しかしながらラファエロがデザインしたカルトンはタペストリ用に簡略化したものなどではなく、力強い構成と訴求力を持つ作品単体としても通用するものだった。このラファエロの努力は、版画として再現されたカルトンでより効果的に表現されている。『ラファエロのカルトン』はバロック初期の芸術家系カラッチ一族に賞賛されていたが、もっともその影響力が強くなったのは16世紀のバロック期のフランス人画家ニコラ・プッサン以降といえる。プッサンは『ラファエロのカルトン』から多くを借用した作品を描き「ラファエロの作風を誇張し、『ラファエロのカルトン』を縮小したような作品を描き続けることに熱中した」といわれている。

## 描かれている主題

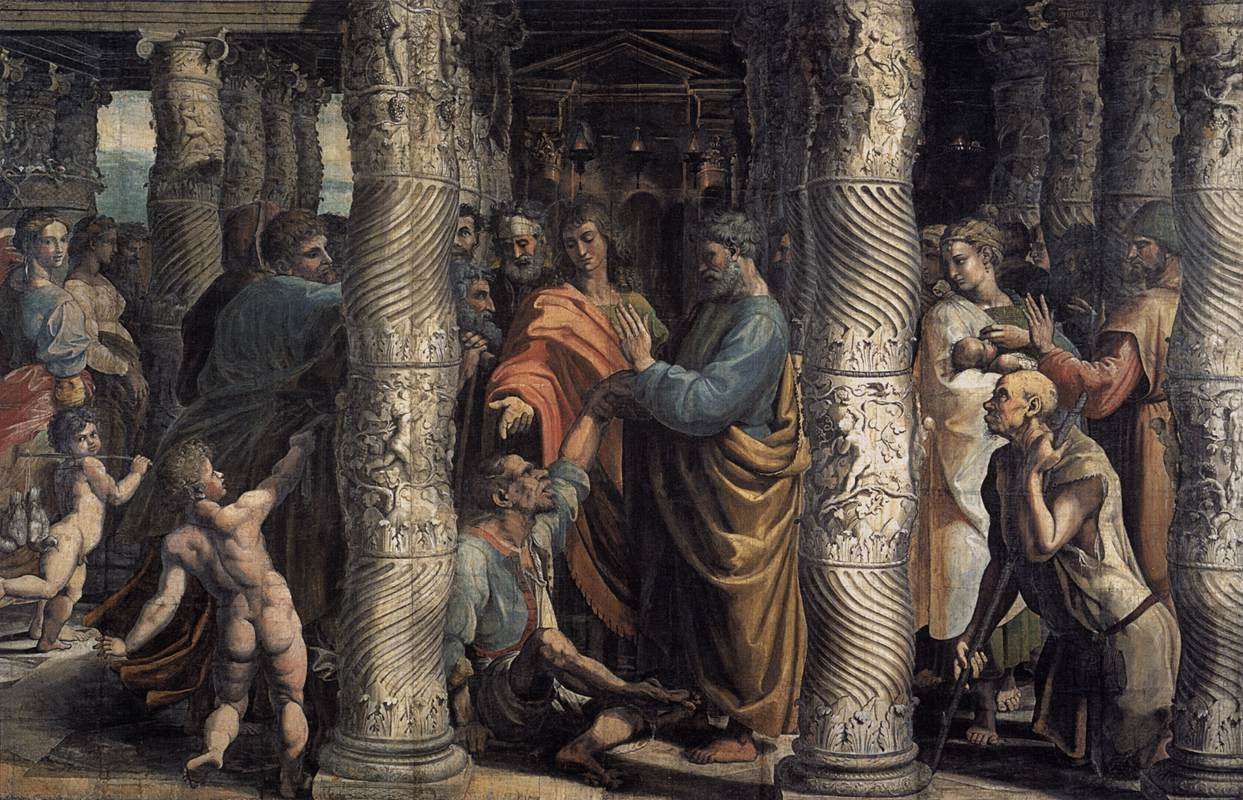
『不具の男の快癒』

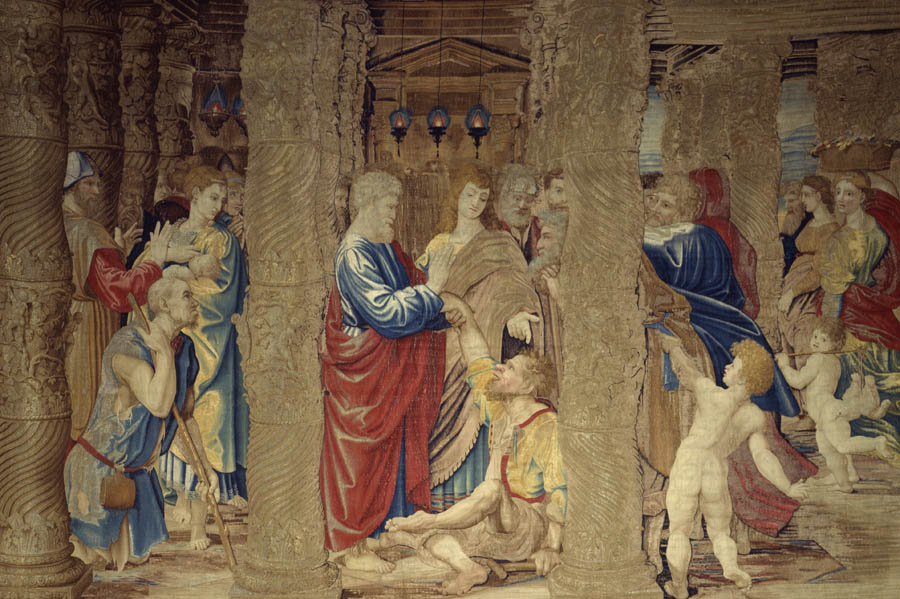
『不具の男の快癒』のタペストリ

『ラファエロのカルトン』に描かれている主題は、聖ペテロと聖パウロの生涯におけるエピソードである。これらが主題として選ばれたことについては、当時巻き起ころうとしていたローマ・カトリックへの宗教改革と関連があると捉えることも可能ではあるが、たんに初代ローマ教皇たるペテロに捧げられたものと見るべきである。ペテロやパウロの生涯をモチーフとした芸術作品は少数ながらも前例があり、ラファエロもそれまで自身でよく描いていた、キリストや聖母マリアの生涯のような旧来からの象徴主義に縛られる主題よりも、より自由に表現できる主題を選んだものと考えられる。ラファエロはカルトンに描き出すエピソードを自身で選び出し、誰の指図も受けなかった。「聖ペテロの生涯」は、システィーナ礼拝堂壁面中層のペルジーノらによる「キリストの生涯」を描いたフレスコ画の下に飾るためにデザインされており、「聖パウロの生涯」は反対側の壁面中層の「モーセの生涯」を描いたフレスコ画の下に飾るためにデザインされている。また、タペストリとタペストリの隙間には、カルトンの依頼主であるローマ教皇レオ10世の生涯をモチーフとした事物も表現されており、それぞれのタペストリに描かれたエピソードを保管する役割を果たしている。レオ10世の生涯は主祭壇のある壁から始まり、右側の「聖ペテロの生涯」ならびに左側の「聖パウロの生涯」へと続く一連の物語となっている。システィーナ礼拝堂のタペストリは10点存在するが、そのうち3点についてはカルトンが現存していない。

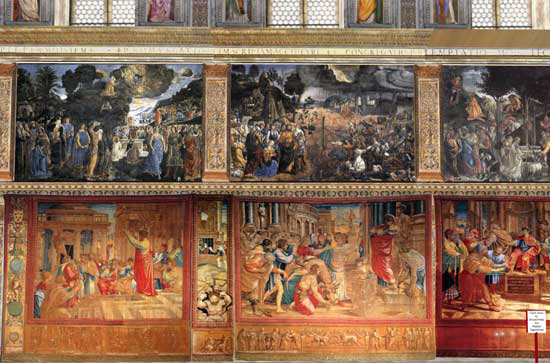
システィーナ礼拝堂に飾られたタペストリ。左から『アテネでのパウロの説教』、『牢獄の聖パウロ』 、『ルステラの犠牲』、『エリマスの失明』。
タペストリ上部のフレスコ画は左から『シナイ山から下山したモーゼ』、『紅海横断』、『モーセの試練』

現在ヴァチカン美術館のピナコテーカ（絵画館）が所蔵し、特別な儀典の際にシスティーナ礼拝堂に飾られるタペストリは以下の通り。
「聖ペテロの生涯」
- 『奇跡の漁り』 - 『ヨハネによる福音書』21:1-14
- 『ペテロに天国の鍵を授けるキリスト』 - 『マタイによる福音書』16:16-19
- 『不具の男の快癒』 - 『使徒行伝』3:1-8
- 『アナニアの懲罰』 - 『使徒行伝』5:1-10

「聖パウロの生涯」
- 『聖ステファノの石打ち』 - カルトンが現存せず
- 『パウロの回心』 -  カルトンが現存せず
- 『エリマスの失明』 - 『使徒行伝』13:6-12
- 『ルステラの犠牲』 - 『使徒行伝』14:8
- 『牢獄の聖パウロ』 - カルトンが現存せず
- 『アテネでのパウロの説教』 - 『使徒行伝』17:16-34

## イングランド王室による購入後

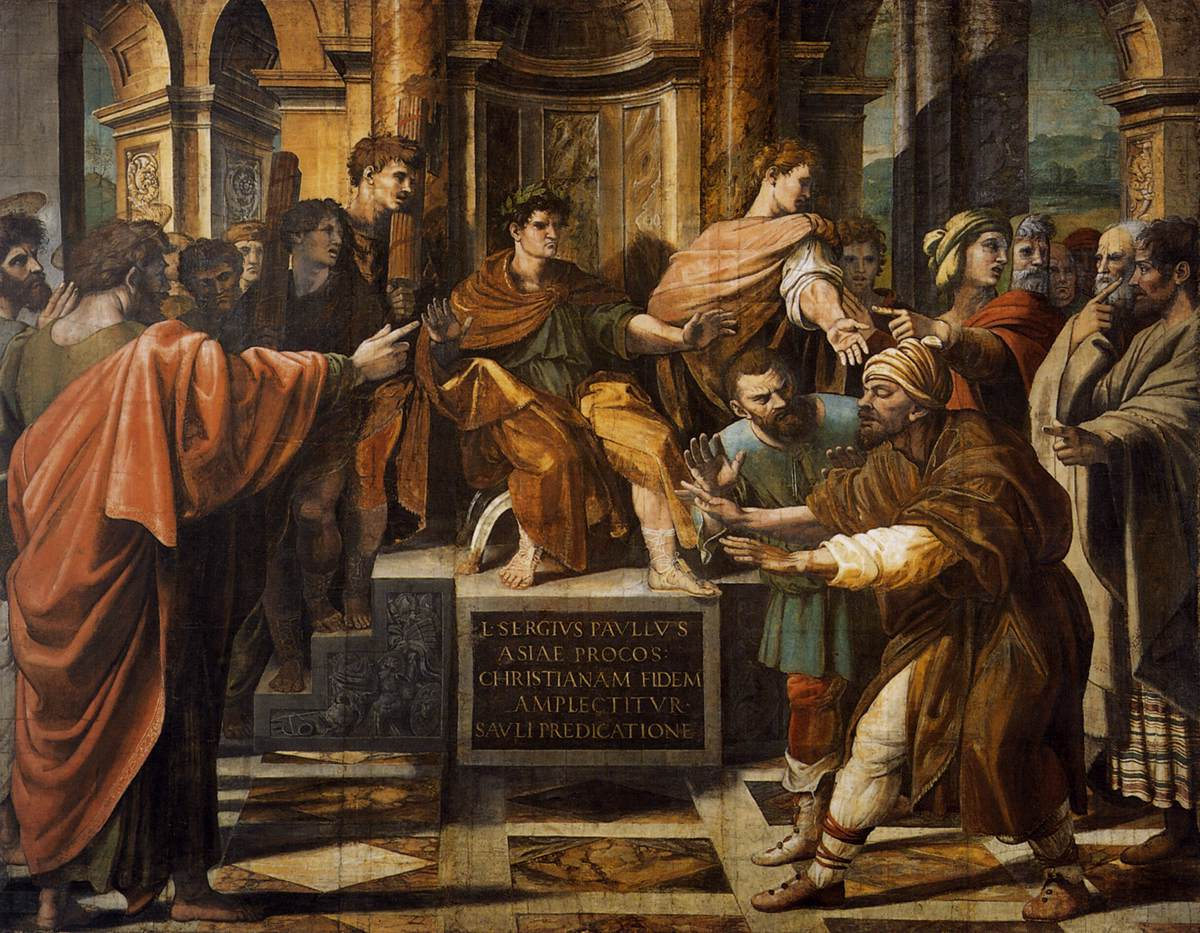
『エリマスの失明』

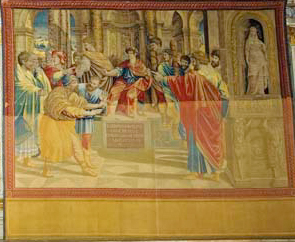
『エリマスの失明』のタペストリ

『ラファエロのカルトン』はジェノヴァに保管されていたが、後にイングランド王チャールズ1世として即位するイングランド王太子チャールズが、1623年に代理人を介して購入した。このときの購入代金はわずか300ポンドであり、この価格はカルトンが芸術作品としてではなく、単にタペストリのデザイン画として取引されたことを意味する。実際のところチャールズもロンドン南西部のモルトレイク (en:Mortlake) で、『ラファエロのカルトン』を下絵として、新規にデザインされた縁飾りのタペストリを1点500ポンドで作らせてはいるが、チャールズ自身は『ラファエロのカルトン』が持つ芸術的重要性を理解していた。モルトレイクのタペストリ工房には『ラファエロのカルトン』をそのままタペストリとして織り上げるだけの大きさを持った織機がなかったため、下絵として使用するカルトンは1ヤード幅に裁断されたが、1690年代になってからハンプトンコートで元通りに修復された。チャールズ1世治世下のイングランドでは『ラファエロのカルトン』は、ホワイトホール宮殿バンケティング・ハウスに木製の箱に納められて所蔵されていた。しかしながら、清教徒革命でチャールズ1世が処刑されると、オリバー・クロムウェルがイングランド王室の私有財産ロイヤル・コレクションの所蔵品の一つとして秘密裏に売り払ってしまった。クロムウェルの死後イングランド共和制は瓦解し、王政復古でイングランド王となったチャールズ2世が、売却されたロイヤル・コレクションの所蔵品のほとんどをイングランドに取り戻している。
イングランド王ウィリアム3世は、建築家クリストファー・レンとウィリアム・タルマン (en:William Talman (architect)) に命じて、1699年に『ラファエロのカルトン』の展示を主目的とした「カルトン・ギャラリー」をハンプトンコート宮殿に造らせた。往時と違ってこの頃にはタペストリの美術品的価値は低下しはじめており、『ラファエロのカルトン』から制作された初期のタペストリはおそらくぞんざいに扱われ、手入れもされていなかったと考えられている。逆に『ラファエロのカルトン』は、ルネサンス期の巨匠ラファエロの真作であり、美術的に価値のある芸術品と見なされるようになっていった。ヨーロッパ諸国の人々の美術品に対するの好みも変遷し、劇的な表現のバロック美術は敬遠され、より高貴な表現であるとされた古典主義を手本とするルネサンス美術がもてはやされるようになった。『ラファエロのカルトン』もデザイン画としてではなく、一つの芸術品として高く評価されていったのである。

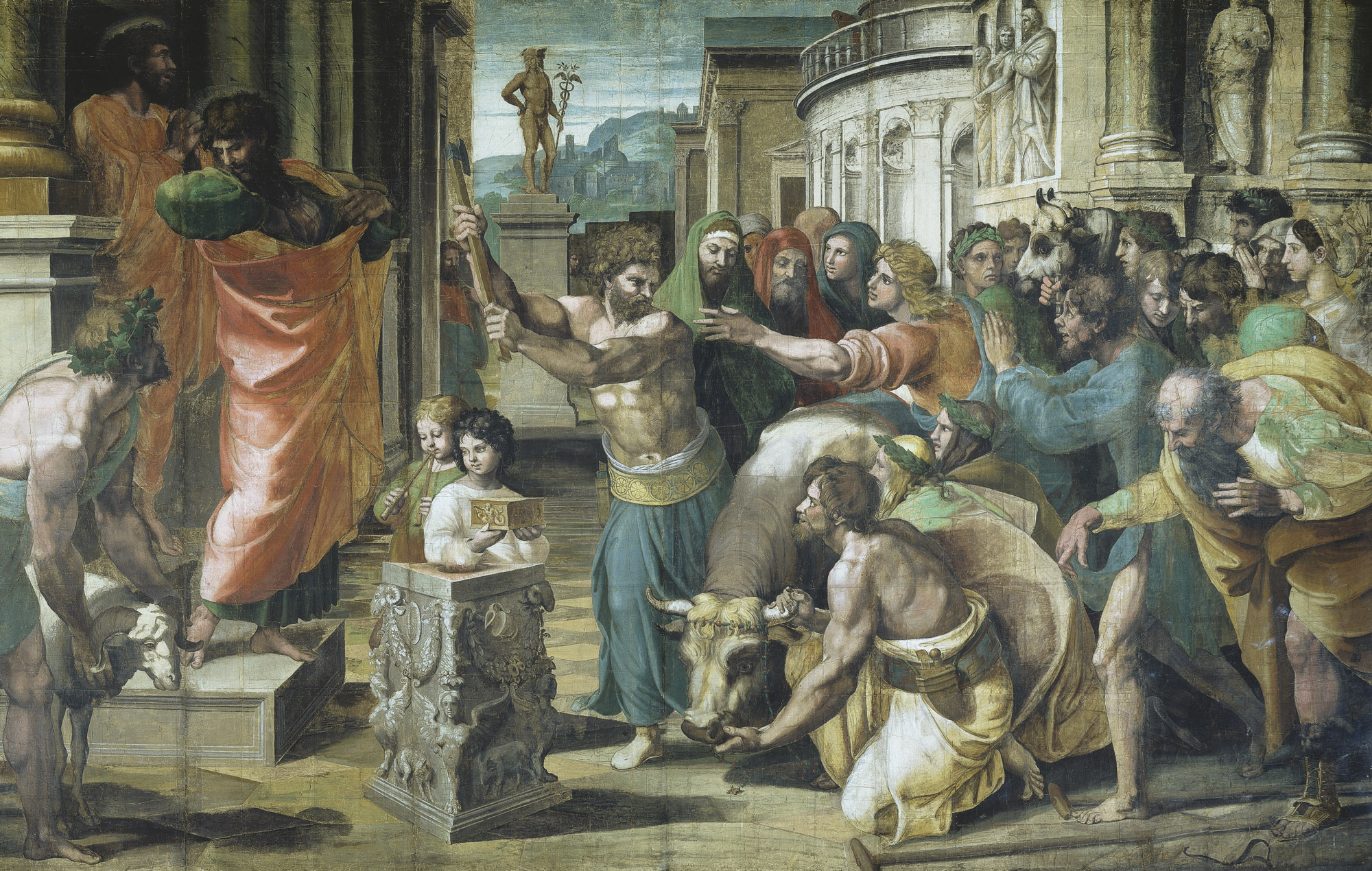
『ルステラの犠牲』

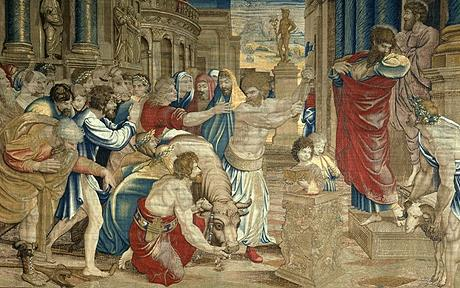
『ルステラの犠牲』のタペストリ

1763年にイギリス王ジョージ3世が、私邸として使用していたバッキンガム・ハウス（現在のバッキンガム宮殿）に『ラファエロのカルトン』を移すことを決定した。それまで所蔵されていたハンプトンコート宮殿では訪問客に公開されていた『ラファエロのカルトン』が王族の私邸たるバッキンガム・ハウスに移されると大衆の目に触れることがなくなるとして、ジョン・ウィルクスら議会からの反対にあったが、ジョージ3世は1763年に『ラファエロのカルトン』を予定通りバッキンガム・ハウスへと移動させた。ハンプトンコートにあったときと同様に、『ラファエロのカルトン』はバッキンガム・ハウスでも多くの芸術家、美術愛好家の研究対象となり、イギリスの美術が目指すべき極めて重要な金字塔であるとして、18世紀のイギリス芸術界でもっとも関心をもたれた美術作品の一つとなった。当時のイギリス人画家で、ロイヤル・アカデミー初代会長や主席宮廷画家を勤め、芸術論の面でも第一人者だったジョシュア・レイノルズはその著書『講話』で、『ラファエロのカルトン』について何度も言及している。レイノルズは「重要な近代絵画にはフレスコ画が多い」としているが、『ラファエロのカルトン』について「この作品をフレスコ画と呼ぶことはできないが、そのような分類を超越したもので」「ラファエロこそが画家の最高峰であり、ラファエロの油彩画よりも優れているといえるのはラファエロ自身のフレスコ画だけだ」としている。
1804年にバッキンガム・ハウスからハンプトンコート宮殿に戻された『ラファエロのカルトン』は、1858年に中庭に持ち出され、特別に組まれた足場に飾られた状態で、チャールズ・トンプソン・サーストンによって最初に写真に収められた。1865年にはイギリス女王ヴィクトリアが、王室私有コレクションのロイヤル・コレクションからヴィクトリア&アルバート博物館へ『ラファエロのカルトン』を貸与することを決め、現在でも特別にデザインされた展示室で『ラファエロのカルトン』は公開されている。また、多くの複製画が制作されケントのノールハウス (en:Knole House) などに所蔵されているほか、ハンプトンコート宮殿にも1690年代にヘンリー・クック (en:Henry Cooke (artist)) が描いた複製画が飾られている。また、17-18世紀のイギリス人画家ジェームズ・ソーンヒル (en:Sir James Thornhill) の手による複製画が1959年以来ニューヨークのコロンビア大学に、別の複製画がロンドンのロイヤル・アカデミーにそれぞれ所蔵されている。

## 版画作品

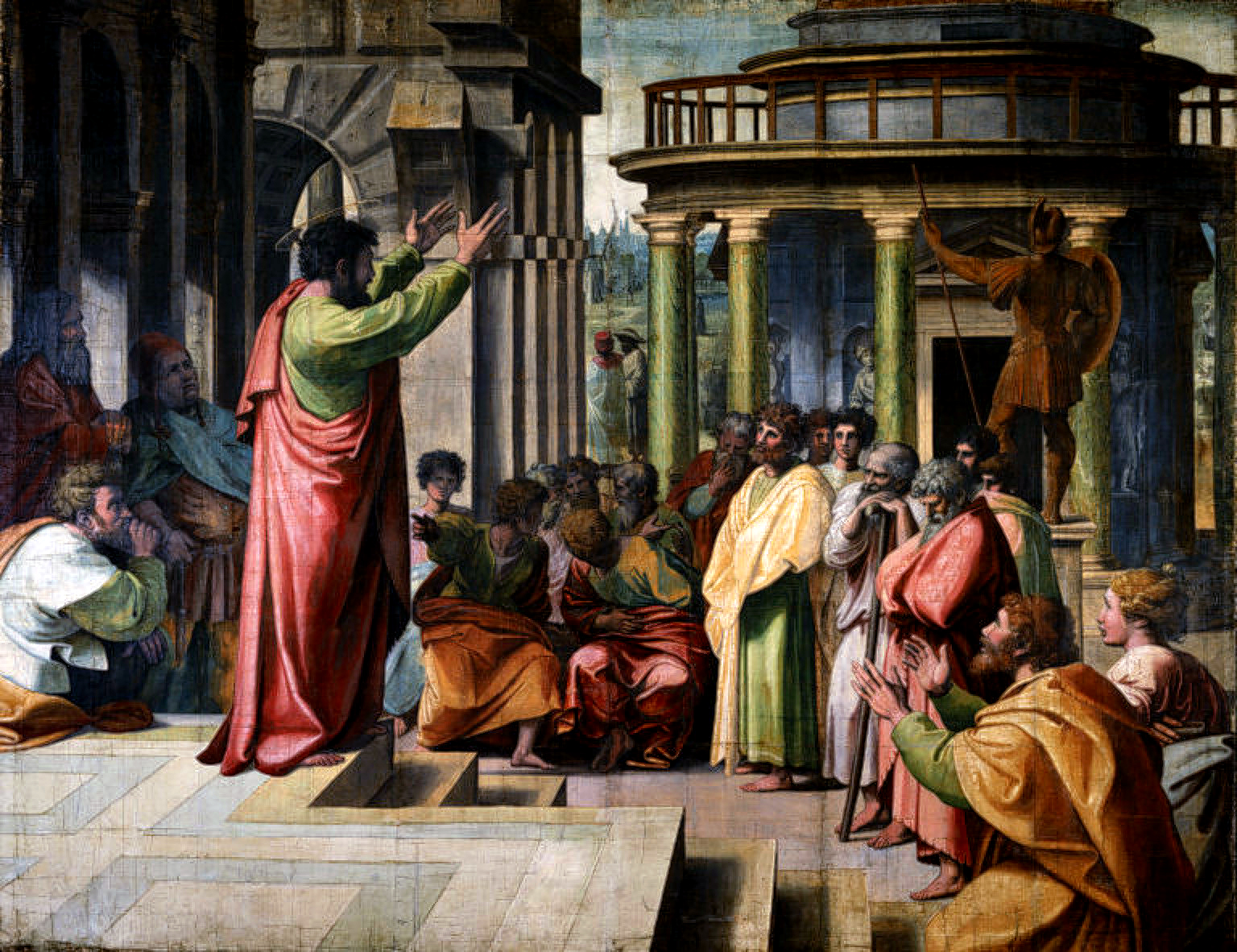
『アテネでのパウロの説教』

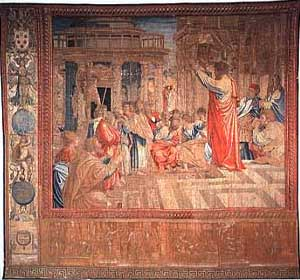
『アテネでのパウロの説教』のタペストリ

16世紀初頭には、盛期ルネサンスの洗礼を浴びて十分な技量を身につけていたイタリアの芸術家たちは、当時高く評価されていたドイツ人芸術家アルブレヒト・デューラーの版画技法も学び始めた。ラファエロには版画技法の知識はなく、あいつぐ美術作品の制作依頼に追われて版画技法を学ぶ時間もなかった。しかしながらラファエロは、版画家マルカントニオ・ライモンディ (en:Marcantonio Raimondi) とその工房との協業で自身の絵画作品を版画として広く流通させることによって、当時のイタリアにおいて絵画作品の評価を高めることにもっとも成功した画家となった。ラファエロは多くの版画専用のドローイングを描き、版画工房がそのドローイングをもとに版画を大量に生産した。また、制作された版画はつねにドローイングをもとにしてもので、ラファエロがヴァチカンなどの依頼で描いた絵画作品として完成、成立したものから版画が制作されることはなかった。ラファエロのドローイングによる版画は広く複製され複数の出版業者から大量に発行されることが多く、これらの版画作品は短期間のうちにヨーロッパ中に広まることとなった。
ラファエロが描いたシスティーナ礼拝堂のタペストリのデザインをもとにした版画で、記録に残る最古の作品はアゴスティーノ・ヴェネツィアーノ (en:Agostino Veneziano) が1516年に制作した『アナニアの懲罰』である。この版画はおそらくタペストリが完成する以前に制作された作品だとされている。カルトンと左右逆に織られているタペストリとは異なり、この版画では左右の向きがカルトンと同じになっている。版画作品の制作過程において、通常であれば原画と完成した版画の左右は逆向きになる。おそらくこの版画は『ラファエロのカルトン』の『アナニアの懲罰』ではなく、カルトンと同じくロイヤル・コレクションが所蔵している、『ラファエロのカルトン』の制作用下絵としてチョークで描かれた「アナニアの懲罰」のドローイングをもとにしていると考えられている。この下絵は『ラファエロのカルトン』の『アナニアの懲罰』とは左右が逆になっているのである。ラファエロの存命中にライモンディとヴェネツィアーノが制作した、ラファエロの作品をもとにした版画作品はすべてドローイングをもとにしている。ライモンディは『ラファエロのカルトン』のドローイングをもとにした版画作品のすべてを、1516年ごろに完成させた。ローマの芸術家たちの多くは、システィーナ礼拝堂のタペストリが完成する以前に版画を通じて『ラファエロのカルトン』を目にしていたのである。

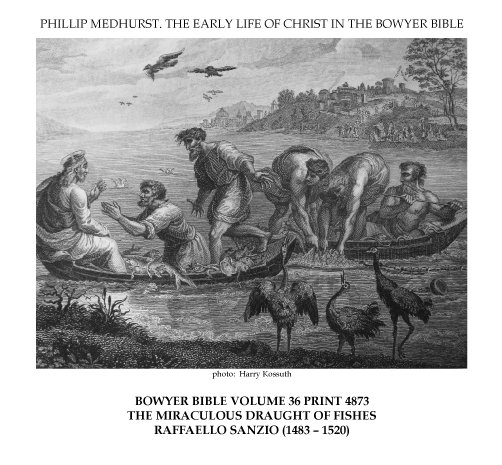
1721年頃に発行された『奇跡の漁り』の版画（エングレービング）。

ヴェネツィアーノの版画についてもすぐにいくつかの複製が作られた。それらの複製版画のうちもっとも有名なものが、ウーゴ・ダ・カルピ (en:Ugo da Carpi) が1518年に制作した多版四色刷りの版画である。このダ・カルピの版画は著作権標記がなされた初期の芸術作品として研究の対象となることがある。作品下部に著作権を主張するラテン語の文章があり、この版画がヴェネツィア共和国とローマ教皇庁からの特別の許諾を得ており、もしこれを侵すものがあれば教皇庁から破門される恐れがある旨が記述されている。『ラファエロのカルトン』からの複製された版画の多くはライモンディのオリジナルからの単純なコピーだったが、パルミジャニーノはラファエロのオリジナルをもとにした版画を1530年に自身で制作している。
17世紀のドイツ人版画家マテウス・メーリアンの聖書のエピソードを版画にしたエングレービング集では『ラファエロのカルトン』の構成が、やや強調されたより精緻な表現となって再現されている。このエングレービングは多くの書物に引用、複製され、ラファエロのデザインがさらに多くの人々の目に触れることとなった。
イングランド護国卿クロムウェルによってロイヤル・コレクションから売り払われた『ラファエロのカルトン』は17世紀後半にイングランドへと戻された。版画家たちはドローイングからではなく、絵画作品から直接版画を制作することが主流となっていった。18世紀には『ラファエロのカルトン』からのさまざまなヴァージョンの版画が流通しており、それぞの再現度、品質の面でもまた多種多様であった。

## カルトンが現存していないタペストリ

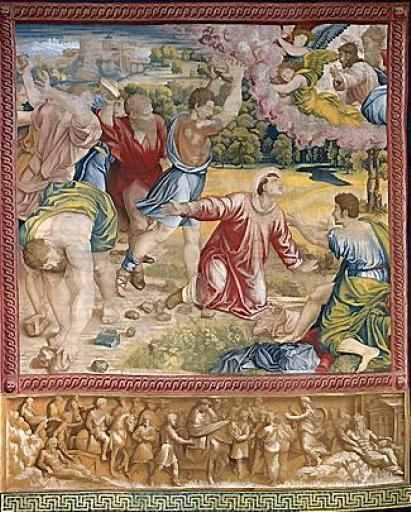
『聖ステファノの石打ち』
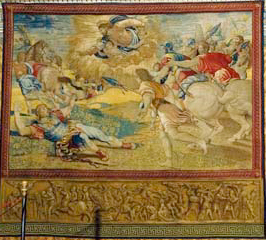
『パウロの回心』
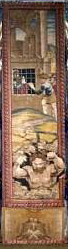
『牢獄の聖パウロ』